# (18681) Caseylipp
(18681) Caseylipp (1998 FW103) – planetoida z grupy pasa głównego asteroid okrążająca Słońce w ciągu 3,6 lat w średniej odległości 2,35 j.a. Odkryta 31 marca 1998 roku.